# Guillaume Philippon
Pour les personnes ayant le même patronyme, voir Philippon.
Guillaume Philippon, né le 5 avril 1979 à Chambray-lès-Tours, est un athlète français de demi-fond et de fond.
Il a pris la 18e place des championnats du monde junior sur 10 000 m en 1998 quelques jours après avoir été champion de France junior du 5 000 m. La même année il prend part aux championnats d'Europe junior de cross country à Ferrare (Italie). Pendant cinq ans, au cours des années 2002 à 2007 il a évolué principalement sur 1 500 m l'été et 3 000 m l'hiver avec un progression régulière qui l'a amenée à entrer, plusieurs saisons de suite, dans le top 150 mondial et 50 européen sur les deux distances. En juillet 2006, Guillaume a aussi été classé dans les cents meilleurs mondiaux au World Ranking de l'IAAF (fédération internationale), ce qui lui valut d'être sur la liste ministérielle des sportifs de haut niveau senior en 2007 après y avoir été en jeune au cours des années 1999 et espoir au cours des années 1996 et 2000

## Parcours Clubs
Guillaume Philippon a pratiqué le tennis et le karaté au RS Saint-Cyr-sur-Loire (Indre-et-Loire). Guillaume Philippon prend sa première licence d'athlétisme à l'Athlétic Trois Tours (A3T) où il restera, de 1993 à 2000, entraîné à cette époque par Philippe Chaput. Lors de la saison 2000-2001, Il est licencié à l'ASPTT Tours (Indre-et-Loire) qui vient tout juste d'être affilié à la FFA, il est alors partenaire de club et d'entrainement de David Ramard lors de son retour d'Oxford où il était licencié sous les couleurs du Oxford City Athletic Club avec lequel il a remporté un 5 miles à Hanney, et participé l'hiver à la saison de cross-country. En 2002, il signe à l'AS Saint-Junien (Haute-Vienne), club avec lequel il prendra la 4e place à la coupe d'Europe des clubs champions de cross-country (2002), la 7e place à la coupe d'Europe des clubs champions de semi-marathon (2003) tout en remportant trois années de suite les championnats de France de Relais Ekiden (2002, 2003 et 2004) (Record de France des clubs : 2 h 7 min 8 s et 2 h 7 min 7 s,) et en faisant des podiums en championnats de France Interclubs (2003, 2004 et 2005) et de cross court (2004 et 2006). De 2007 à 2010, Guillaume Philippon est licencié à l'EC Orléans - CJF (Loiret) avec qui il a vécu la montée en Nationale 1A (2008) puis en Élite (2009).
Après une trêve sportive de sept ans,,, Guillaume Philippon a repris une activité athlétique dans son club formateur où il a œuvré à la montée du club en mai 2017 de nationale 1B à nationale 1A en courant sur 1 500 m. Guillaume Philippon s'est aussi lancé, en 2017, dans le duathlon au Tri Sud Saint-Amand (Cher) dans l'équipe de 1ère division avant de rejoindre, en 2018, le club de Saintes.

## Classements
| Année | Discipline     | Temps         | Classement français | Classement européen | Classement mondial |
| ----- | -------------- | ------------- | ------------------- | ------------------- | ------------------ |
| 2007  | 3 000 m indoor | 8 min 6 s 60  | 6e                  | 69e                 | 177e               |
| 2006  | 1 500 m        | 3 min 40 s 63 | 12e                 | 56e                 | 158e               |
| 2006  | 3 000 m        | 7 min 58 s 55 | 5e                  | 31e                 | 147e               |
| 2006  | 3 000 m indoor | 8 min 8 s 53  | 13e                 | 79e                 | 207e               |
| 2005  | 1 500 m        | 3 min 42 s 28 | 16e                 | 100e                | 265e               |
| 2004  | 1 500 m        | 3 min 44 s 09 | 22e                 | 131e                | 371e               |
| 2004  | 3 000 m        | 8 min 9 s 97  | 21e                 | 145e                | 324e               |
| 2004  | 3 000 m indoor | 8 min 8 s 40  | 9e                  | 85e                 | 202e               |

Autres performances notables : 800 m : 1 min 52 s 74(2006) / 1 000 m : 2 min 25 s 95 (1998 - junior) / 5 000 m : 14 min 16 s 22 (2002) / 3 000 m steeple : 9 min 3 s 91 (1998 - junior) / 10 km route labellisé : 29 min 34 s (2002)

## Palmarès
| 2018 | 3e groupe d'âge 31-40 & 10ème scratch au Word Company Sport Games (WFCS), Vélo contre-la montre sur route |
| 2017 | champion de France interclubs Nationale 1B |
| 2009 | vainqueur des Jeux Européens Entreprises (EFCS) sur 1 500 m, sur 5 000m et en cross-country champion de France Entreprises (FFA-FFSE) sur 1 500 m vice-champion de France interclubs Nationale 1A 3e aux championnats de France par équipes en cross court |
| 2008 | 6e aux championnats de France Élite sur 3 000 m en salle vice-champion de France interclubs Nationale 1B |
| 2007 | 5e aux championnats de France Élite sur 3 000 m en salle Détenteur du record de France universitaire sur 5 000 m en salle 3e aux championnats de France universitaires de cross |
| 2006 | 7e aux championnats de France Élite sur 1 500 m champion et codétenteur du record de France universitaire sur 3 × 1 000 m (7 min 19 s 96) champion de France universitaire sur 1 500 m 3e aux championnats de France de relais Ekiden vice-champion de France par équipes de cross court 4e aux championnats de France Élite sur 3 000 m en salle 3e aux championnats de France universitaires de cross |
| 2005 | champion de France universitaire sur 3 000 m steeple, 1 500m en salle et cross country vice-champion de France interclubs Nationale 1A |
| 2004 | champion de France et codétenteur du record de France clubs de relais Ekiden champion de France universitaire sur 1 500 m et de cross country vice-champion de France interclubs Nationale 1A et de cross court par équipe 5e par équipe aux championnats du monde universitaires de cross, Détenteur du record de France universitaire du 3 000 m en salle |
| 2003 | champion de France et codétenteur du record de France clubs de relais Ekiden 7e par équipes à la Coupe d'Europe des Clubs Champions de semi-marathon champion de France et détenteur du record de France universitaire sur 10 km route 3e aux championnats de France interclubs Nationale 1A |
| 2002 | champion de France de relais Ekiden et d'interclubs Nationale 1 B champion de France universitaire sur 3 × 1 000 m vice-champion de France universitaire sur 5 000 m et par équipe en cross |
| 2001 | Meilleure performance française (moins de 23 ans) sur 10 km route (29 min 51 s) et sur 3 000 m (8 min 06 s 5) |
| 1998 | Meilleure performance française (junior) sur 3 000 m steeple (9 min 03 s 91) et 10 000 m (30 min 45 s 4 - 5e performeur français junior tous temps) 3e meilleure performance française (junior) sur 1 000 m (2 min 25 s 95), 3 000 m (8 min 23 s 27) et 5 000 m (14 min 30 s 32) 18e aux championnats du monde junior sur 10 000 m champion de France junior sur 5 000 m champion de France junior (UNNS - Scolaire) sur 1 500 m et en cross country |
| 1997 | Vainqueur (junior) des cross internationaux des journaux du Figaro et du Sud-Ouest 5e aux championnats de France interclubs Jeunes |
| 1996 | Meilleure performance française (cadet) sur 1 000 m (2 min 29 s 1) 3e aux Jeux européens de la FISEC (Scolaire) sur 4 × 400 m 8e sur 800 m aux Jeux européens de la FISEC (scolaire) sur 800 m 3e meilleure performance française (cadet) sur 1 500 m steeple (4 min 23 s 25) et 1 500 m (4 min 02 s 84) champion de France (UGSEL - Scolaire) sur 800 m vainqueur des Jeux européens de la FISEC (scolaire) en individuel, cross country et combiné, et par équipe, relais sur route et cross country vice-champion de France (UGSEL - Scolaire) en cross |
| 1995 | 7e aux championnats de France (cadet) sur 1 500 m steeple vice-champion de France (UGSEL - Scolaire) sur 1 500 m steeple vainqueur des Jeux européens de la FISEC (scolaire) en individuel, combiné, et par équipe, relais sur route 14e individuel et 2e par équipes aux Jeux européens de la FISEC (scolaire) en cross champion de France (UGSEL - Scolaire) en cross |

## Dirigeant

### 2007-2020
Coorganisateur et coordinateur d'un projet dans le cadre de l'athlétisme universitaire à l'Armory Track and Field de New York City,,,,,,,,,,,

### 2007-2008
Membre de la commission partenariat de la Ligue du Centre d'Athlétisme

### 2005-2007
Président de l'Association sportive de l'université d'Orléans (ASUO)
- 9e (2006) et 2e (2007) association sportive du sport universitaire français
- Champion de France et champion d'Europe (2007) de football Championnat d'Europe universitaire de football 2007
- Initiateur d'un projet dans le cadre de l'athlétisme universitaire et d'échange avec New York

Vice-Président du Comité départemental (Loiret) et du Comité régional (Centre) du sport universitaire (CDSU et CRSU)

### 2003-2005
Vice-Président de l'association sportive de l'université d'Orléans (ASUO)

## Distinctions
- 2016 : Louise Tricard Spirit Award par l'Armory Foundation à New-York
- 2009 : lettre de félicitations du ministère de la Santé et des Sports avec parution au Bulletin officiel de la Jeunesse, des Sports et de la Vie associatives pour « services rendus à la cause de la jeunesse et sports »
- 2005 et 2006 : récompense du Comité régional olympique et sportif (CROS Centre) en tant que sportif méritant